# Axcil Jefferies
Axcil Jefferies, né le 14 avril 1994 à Slough en Angleterre, est un pilote automobile zimbabwéen qui a participé à des épreuves de monoplace dans des championnats tels que la Formule BMW, le Championnat de Formule 2 FIA, l'Indy Lights et la GP2 Series. À partir de 2014, il participe à des épreuves d'endurance aux mains de voitures Grand tourisme ou de Sport-prototype dans des championnats tels que le Championnat du monde d'endurance FIA, l'Asian Le Mans Series et la Michelin Le Mans Cup.

## Palmarès

### Résultats enChampionnat du monde d'endurance
| Année | Écurie                | Châssis            | Moteur                        | Classe   | 1          | 2   | 3   | 4   | 5   | 6         | Total points | Classement |
| ----- | --------------------- | ------------------ | ----------------------------- | -------- | ---------- | --- | --- | --- | --- | --------- | ------------ | ---------- |
| 2021  | Team Project 1        | Porsche 911 RSR-19 | Porsche 4,0 L Flat-6 Atmo     | LMGTE Am | SPA Forf.. | POR | MON | LMS | BHR |           |              |            |
| 2021  | Dempsey-Proton Racing | Porsche 911 RSR-19 | Porsche 4,0 L Flat-6 Atmo     | LMGTE Am |            |     |     |     |     | BHR Abd.. |              |            |
| 2022  | Kessel Racing         | Ferrari 488 GTE    | Ferrari F154CB 3,9 L V8 Turbo | LMGTE Am | SEB        | SPA | LMS | MNZ | FUJ | BHR       |              |            |

### Résultats enAsian Le Mans Series
| Année | Écurie        | Châssis           | Moteur                    | Classe | 1      | 2      | 3      | 4      | Position | Points |
| ----- | ------------- | ----------------- | ------------------------- | ------ | ------ | ------ | ------ | ------ | -------- | ------ |
| 2021  | GPX Racing    | Porsche 911 GT3 R | Porsche 4,0 l Flat-6 Atmo | GT     | DUB 4  | DUB 1  | ABU 1  | ABU 14 | 2e       | 62.5   |
| 2022  | Kessel Racing | Porsche 911 GT3 R | Porsche 4,0 l Flat-6 Atmo | GT     | DUB 16 | DUB 16 | ABU 15 | ABU 15 | 15e      | 2      |

### Résultats enMichelin Le Mans Cup
| Année | Écurie                 | Châssis        | Moteur                    | Classe | 1   | 2   | 3      | 4      | 5      | 6      | 7   | Position | Points |
| ----- | ---------------------- | -------------- | ------------------------- | ------ | --- | --- | ------ | ------ | ------ | ------ | --- | -------- | ------ |
| 2021  | Frikadelli Racing Team | Ligier JS P320 | Nissan VK56 5,6 l V8 Atmo | LMP3   | BAR | LEC | MON 22 | LMS 13 | LMS 17 | SPA 15 | POR | 35e      | 1.5    |